# Томатоуборочный комбайн

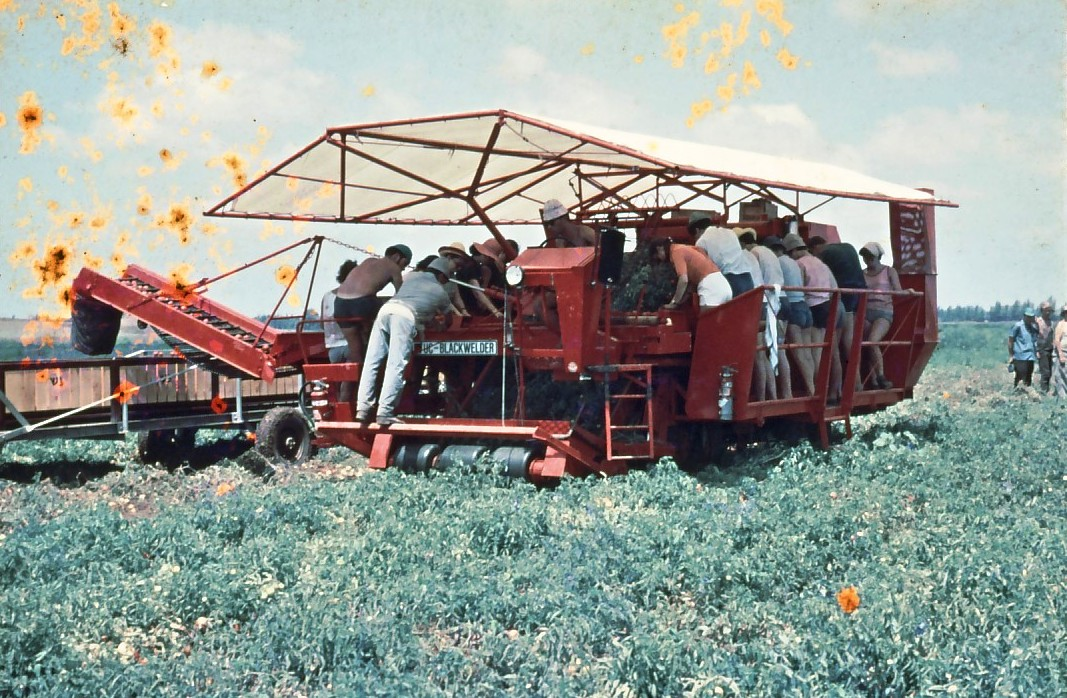
Томатоуборочный комбайн, вид спереди. Кибуц Ган-Шмуэль, Израиль, 1968 год

Томатоуборочный комбайн — тип сельскохозяйственного комбайна, овощная уборочная машина, предназначенная для одноразовой сплошной уборки плодов одновременно созревающих томатов, используемых в консервной промышленности, а также для последнего сбора всех столовых сортов, с последующей погрузкой в контейнеры для перевозки.

## Особенности конструкции
Томатоуборочные комбайны выполняются как самоходными, так и прицепными. Основными рабочими органами томатоуборочного комбайна являются два горизонтальных подбирающих диска, подъёмный и поперечный транспортёры, плодоотделитель, переборочный стол, сортировальный стол, бункер зелёных плодов, выгрузной транспортёр. Растения подрезаются подбирающими дисками и вместе с частью почвы поступают сначала на подъёмный, а затем и на поперечный транспортёры, после чего разделяются на два потока: осы́павшиеся плоды с частью почвы доставляются на переборочный стол, а кусты с неосы́павшимися томатами — на плодоотделитель. Плодоотделитель работает автоматически, тогда как на переборочном столе плоды выбираются рабочими, а почва сбрасывается в убранную часть поля. Томаты из обоих потоков затем поступают на сортировочный стол, где зелёные плоды отделяются и перемещаются в бункер, а спелые — сбрасываются выгрузным транспортёром в грузовые контейнеры, расположенные на прицепе, движущемся параллельно комбайну.